# Thế kỷ 6 TCN
Thế kỷ 6 TCN bắt đầu vào ngày đầu tiên của năm 600 TCN và kết thúc vào ngày cuối cùng của năm 501 TCN.

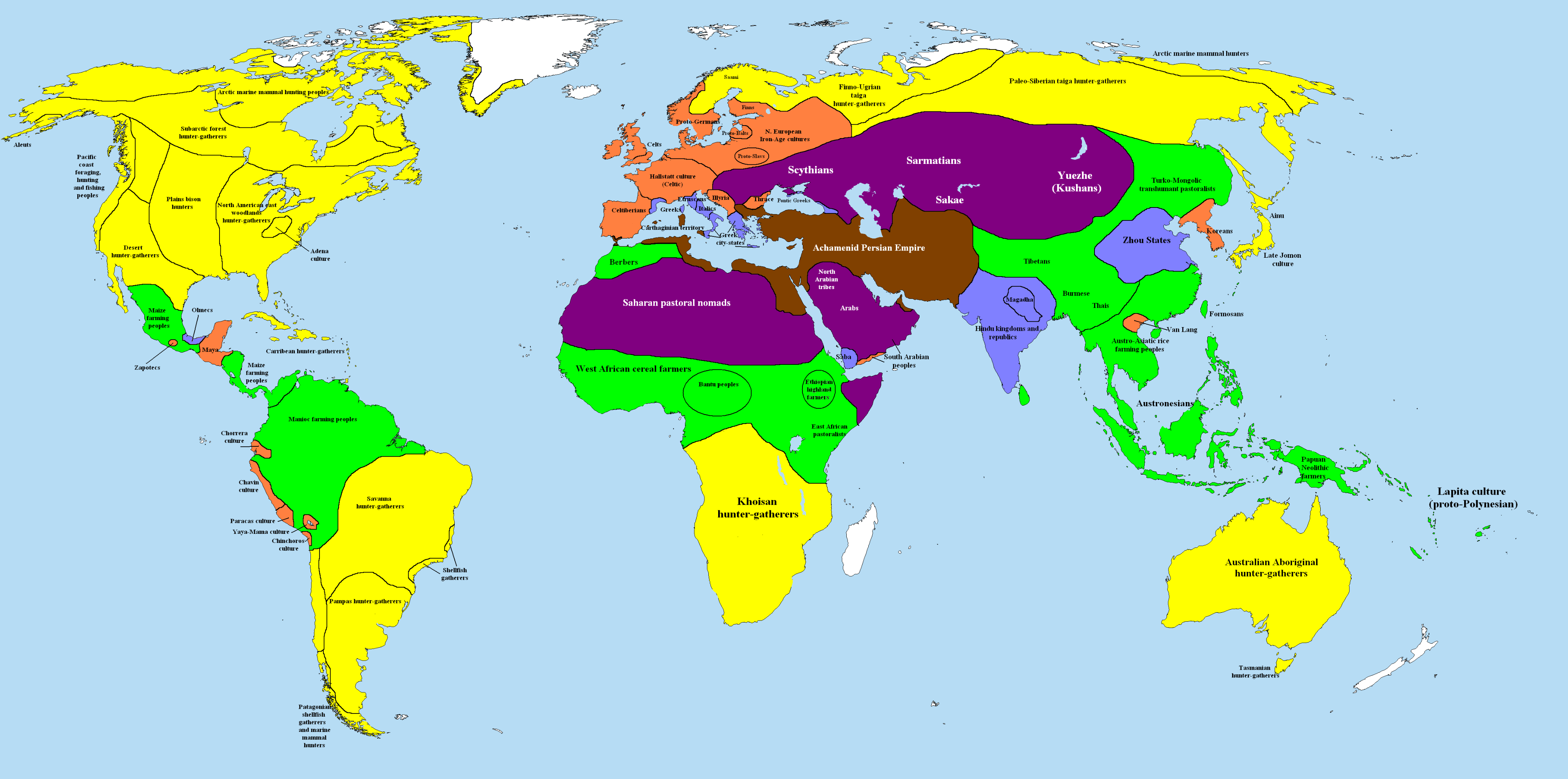
Bản đồ thế giới năm 500 TCN.